# Центральные Мастерские
Центра́льные Мастерски́е — посёлок в Тулунском районе Иркутской области России. Входит в состав Писаревского муниципального образования.

## География
Посёлок находится на расстоянии примерно 4 км к северо-западу от города Тулун, административного центра района.

## Население
| 2002 | 2010 | 2011 | 2012 |
| ---- | ---- | ---- | ---- |
| 589  | ↗725 | ↘722 | ↗724 |

### Гендерный состав
По данным Всероссийской переписи, в 2010 году в посёлке проживало 725 человек (338 мужчин и 387 женщин).